# イギリス領香港

香港
Hong Kong (英語)
香港 (中国語)

国の標語: 神と我が権利（フランス語）
神と我が権利国歌: God Save the King（英語）
国王陛下万歳

香港の位置

イギリス領香港（イギリスりょうほんこん、英語: British Hong Kong、中国語: 英屬香港; イェール式広東語: Yīng suhk hēung góng; 拼音: Yīng shǔ xiānggǎng）は、1841年1月26日から1997年6月30日までイギリス統治下にあった香港を指す。この間は、イギリスの設置した香港政庁による統治が行われた。なお1941年12月から1945年8月までの太平洋戦争中、香港は日本による占領を受けたため、イギリスの統治は中断した。

## 占領・割譲・租借
アヘン戦争中の1841年（道光21年）1月26日にチャールズ・エリオット大佐率いるイギリス軍が香港島に上陸し島を占領する。イギリス領有を宣言し、エリオットは香港行政官に就いた。翌年の南京条約により、香港島はイギリスに永久割譲される。
1843年（道光23年）6月、初代香港総督にサー・ヘンリー・ポッティンジャーが就任、植民地としてのイギリス統治が開始された。さらに1856年（咸豊6年）に勃発したアロー戦争の結果、1860年（咸豊10年）に北京条約が締結されて九龍半島もイギリスに割譲される。そして、イギリスをはじめとした西欧列強が中国進出の圧力を強め、1898年（光緒24年）7月1日には九龍以北、深圳河以南の新界地域の租借に成功した。この地域の租借期限は99年間とされ、1997年6月30日をもって切れることになっていた。

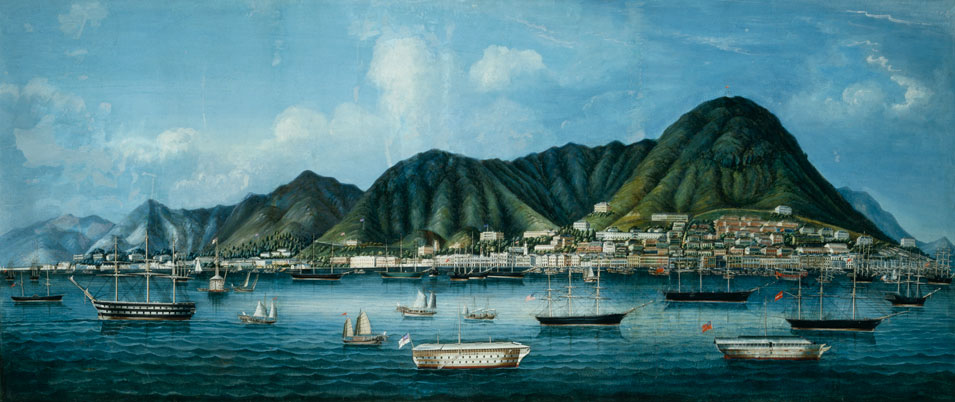
1860年代のビクトリアハーバー

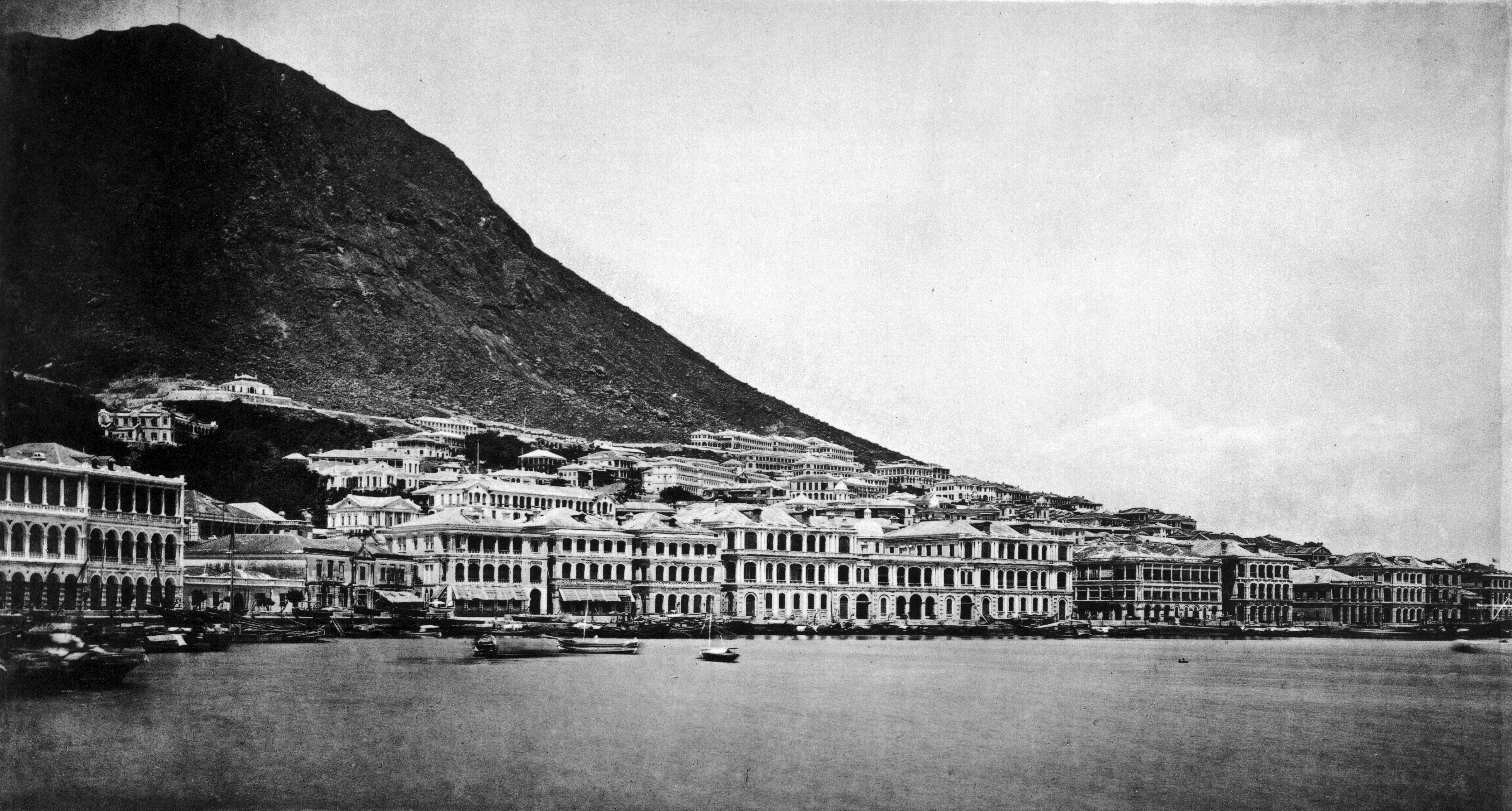
1870年代のセントラル

## 太平洋戦争まで
中国大陸におけるイギリス資本主義の拠点となった香港では、植民地統治機関である香港政庁のもとで、19世紀末から20世紀初めにかけて華南貿易の基地として発展する。1884年（光緒10年）には跑馬地に皇家香港賽馬会の競馬場が建設されてイギリス人の社交場となり、1877年（光緒3年）には香港西医書院が創立され、1910年（宣統2年）には総合大学である香港大学に発展する。
経済面では1865年（同治4年）に創設されたイギリス資本の香港上海銀行が極東最大の銀行に発展し、地域通貨として初期には銀貨が使用され、後の1935年（民国24年）には香港ドルが発券された。
1928年（民国17年）に南京国民政府が成立すると清英間で締結された不平等条約の改定を目指したが、イギリス側は交渉に応じなかった。なお当時の中華民国と新界の国境線は開放され、中国人は自由な往来が可能であった。

## 日本の占領によるイギリス統治の中断
1941年（民国30年）12月8日に太平洋戦争が勃発すると、酒井隆中将指揮下の陸軍第23軍が香港のイギリス軍に対する侵攻を開始した（香港の戦い）。12月25日、マーク・ヤング総督は日本軍に降伏した。1945年（民国34年）8月の日本の降伏まで3年8か月間にわたる日本統治期を香港では「三年零八個月」と呼ぶ。
日本の占領下では、脱イギリス化政策を実施し、公用語であった英語の使用を禁止し、代わりに日本語の使用を指導した（広東語の使用は継続された）。「ネイザンロード」のようなイギリス式の主要地名を「香取通り」のような日本式の地名に改称した。香港ドルに代わる貨幣として軍票が大量に発行され、香港経済に深刻なインフレーションを引き起こした。イギリス系企業や銀行が営業を停止したことや、日本と戦闘状態にあった中華民国本土との貿易が大幅に減少したのみならず、イギリスの植民地が多くを占めていた東南アジアやオーストラリアなどとの貿易が完全に止まったために、香港は経済的苦境に立たされた。

## 太平洋戦争後
戦後、戦勝国の1国として国際連合安全保障理事会の常任理事国となった中華民国はイギリスに香港の主権移譲を要求したが、間もなく発生した第二次国共内戦のため交渉は不調に終わった。国共内戦の結果中華民国の中国国民党政府は台湾に逃れ、1949年には中国共産党による中華人民共和国が成立している。
共産党政権の成立に伴い、共産主義に反発する多くの中国人が中国大陸から香港に逃れ、廉価な労働力を提供するとともに、スワイヤー・グループやジャーディン・マセソンなど技術と資本をもったイギリスを中心とした外国資本や華人資本も上海から香港に本拠を移し、香港の経済発展に少なからぬ寄与をした。董建華やアンソン・チャンなど香港の華人エリートの中に上海人が多いのも、このような背景による。

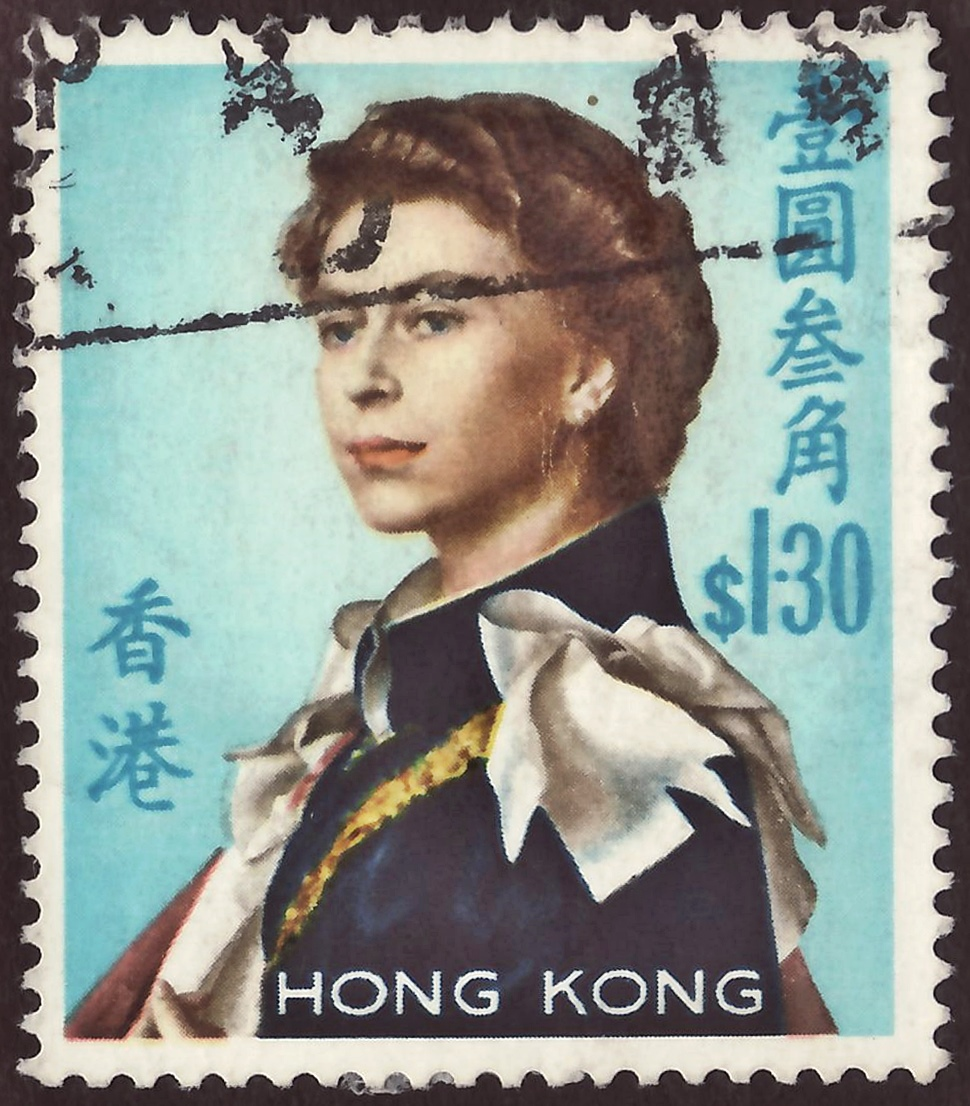
エリザベス2世女王の肖像画が描かれた1962年の香港切手

### 主権移譲先の変更
この頃世界中のイギリスの植民地では独立運動が活発化し多くの植民地を放棄したが、1949年以降香港に隣接する中国大陸を支配するようになった中国共産党率いる中華人民共和国は、香港の主権を棚上げしたままイギリスとの国交樹立の交渉を進め、1950年イギリスは中華人民共和国を国家承認して国交樹立に動き、中華民国とは台湾に駐在する領事館を残した。これは西側諸国としては最も早い中華人民共和国への国家承認であった。
これを受けてイギリス政府は、将来の香港の主権移譲先を、今や香港から遠く海を隔てた台湾周辺を中心とした限られた地域のみを統治することになった中国国民党率いる中華民国から、香港に隣接する中国大陸を新たに支配することになった中国共産党政府率いる中華人民共和国へと変更した。

### 冷戦の影響
その後の冷戦下で発生した朝鮮戦争に中華人民共和国が介入して西側世界から孤立すると、香港が中華人民共和国にとって西側世界との唯一の窓口となった。このような状況は1967年に起きた文化大革命の終焉まで続くこととなった。文化大革命や大躍進政策などにより、多くの人が香港に逃れた。これらの人により香港の人口は急増した。これらの人を逃港者という。
文化大革命が起こると、香港においても住民を中心にした暴動が発生し、紅衛兵が深圳方面から越境し、イギリス軍や香港警察と国境付近で小規模な銃撃戦が起こることもあった。暴動の鎮圧ではデモ隊に負傷者が発生し、中国政府はこれに対して香港政庁に謝罪を要求した。また、人民解放軍部隊を国境付近に配置し圧力を強化した。しかし間もなく当時中国の首相であった周恩来が「長期的な利益から香港を回収しない方針」を明らかにし、香港暴動は沈静化した。

### 経済発展
戦前の香港は、イギリスの植民地支配下で中国と諸外国間の中継貿易港として発展し、香港政庁は古典的なレッセフェール（自由放任政策）に徹していた。しかし、朝鮮戦争が勃発すると、国連による中華人民共和国への経済制裁が行われ、中継貿易への依存ができなくなった。
一方で、当時の経済格差や政治体制などを理由に中華人民共和国から移民や難民が流入し、彼らが安価な労働力となり香港の製造業を支えた。加えてベトナム戦争の終結後に南ベトナムからボートピープルが流入した。なお増え続ける香港への流入人口を食い止めるために、1984年以降は、許可を持たない中華人民共和国からの密入国者は全て送還する政策がとられた。香港政庁も大量に押し寄せた難民に対処する過程で、住宅供給や市街地の拡大に伴う開発プロジェクトを行うようになる。ただし政府規制を極力押さえ、低い税率を維持するなど過剰な経済への介入を避けた。これが積極的不介入主義である。
1960年代には水不足危機に陥り、中華人民共和国の東江から香港に送水するパイプライン（東深供水プロジェクト）も築かれた。
1970年代からは繊維産業を中心とする輸出型の軽工業が発達し、後に香港最大の財閥を率いる李嘉誠のような企業家を輩出する。さらに1960年代以降の旅客機のジェット化、大型化を受けて、航空機による人と貨物の輸送量が急上昇し、香港が東南アジアにおける流通のハブ的地位を確立した結果、1980年代から1990年代にかけて香港はシンガポール、台湾、韓国とともに経済発展を遂げた「アジア四小龍」あるいは「アジアNIEs」と呼ばれるようになる。

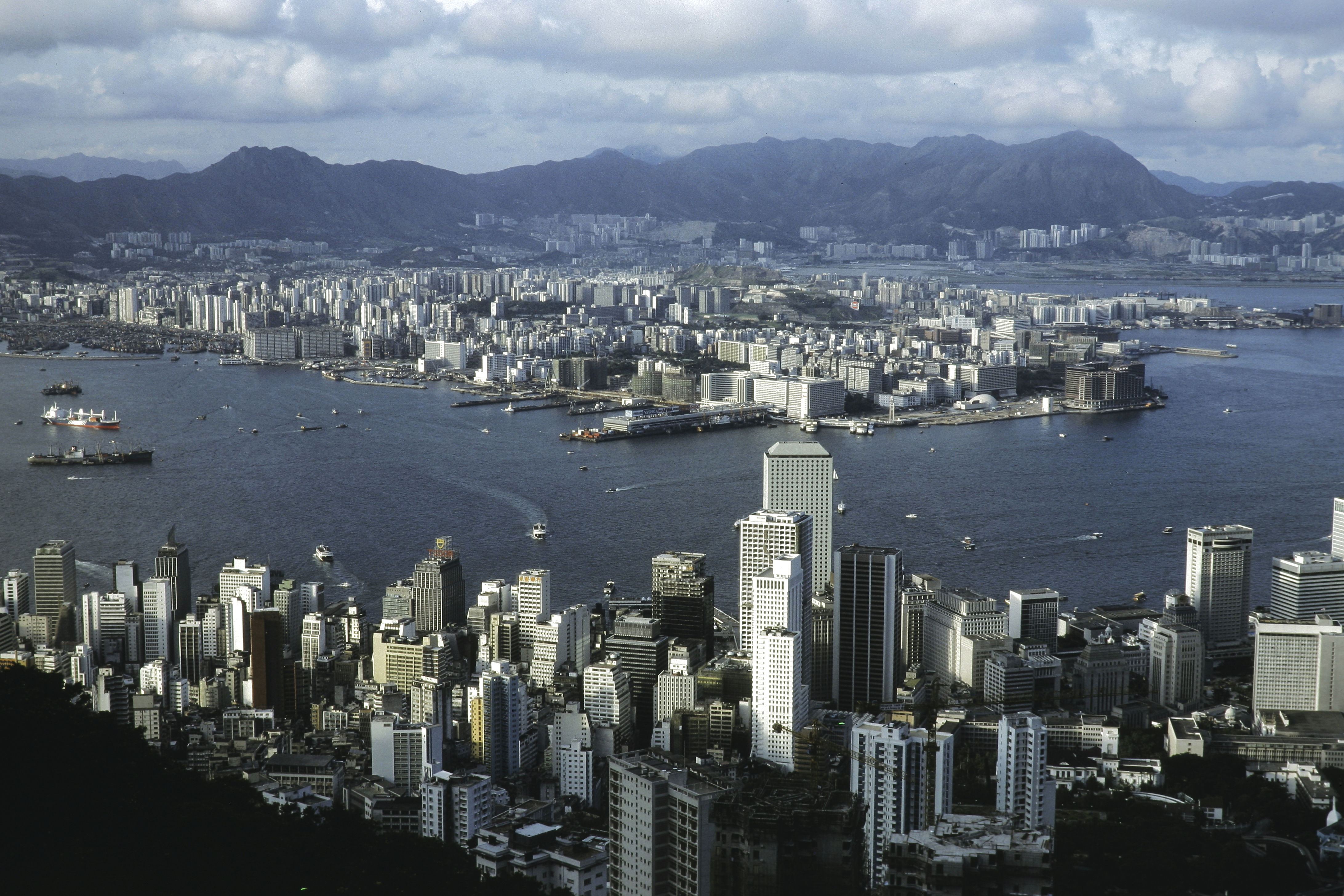
1980年の香港中心部

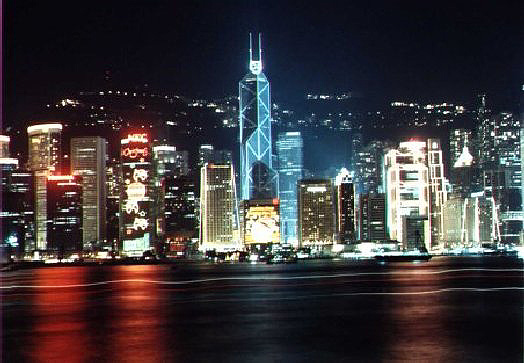
1990年代の香港

### 中英交渉
1970年代に入ると、租借地新界の租借期限が次第に近づいてくるため、イギリス政府は新界租借の延長を中華人民共和国に求めたが、中華人民共和国は応じなかった。この頃には租借期限問題にどのような結末を付けるかまだ誰にも予測できなかった。
その後1980年代に入ると中華人民共和国の改革開放政策が進展し、香港の製造業は国境を越えて中華人民共和国側に進出、香港は金融、商業、観光都市となっていった。
マーガレット・サッチャー首相はイギリスが引き続き香港を植民地支配下におけるよう求めていたが、中華人民共和国は「港人治港」を要求してこれに応じず、鄧小平はサッチャー首相に対し「イギリスがどうしても応じない場合は、武力行使や給水の停止などの実力行使もあり得る」と示唆した。
サッチャーは予想外の鄧小平の強硬姿勢にショックを受け、会談を終えて人民大会堂を出る時、足元がふらついたという。
1984年12月19日、中英双方が署名した中英共同声明が発表され、イギリスは1997年7月1日に香港の主権を中華人民共和国に移譲し、香港は中華人民共和国の一特別行政区となることが明らかにされた。
この中で中華人民共和国政府は鄧小平が提示した「一国両制（一国二制度）」政策をもとに社会主義政策を将来50年（2047年まで）にわたって香港で実施しないことを約束した。
この発表は中華人民共和国の支配を受けることを喜ばない一部の香港住民を不安に陥れ、イギリス連邦内のカナダやオーストラリアへの移民ブームが起こった。
その後1989年に北京で六四天安門事件が発生すると、香港では民主派支持の大規模デモが行われ、再び移民ブームが巻き起こった。
大部分の香港移民はイギリス連邦の構成国であるカナダ（トロントやバンクーバー）、オーストラリア（主にシドニー）、シンガポールなどに向かった。

### 香港の主権移譲
1990年4月4日、香港特別行政区基本法が制定されると、香港人の不安は一応、沈静化した。しかし1992年にクリストファー・パッテンが香港総督として着任すると、主権移譲を前に香港の政治的な民主化を加速させたため、中華人民共和国との関係が緊張した。
ただ、このような政治的動揺や移民の流出にもかかわらず、経済的には中華人民共和国資本の流入によって主権移譲前の香港の不動産市場や株式市場は空前の活況を呈した。
1997年7月1日に、香港は正式にイギリスから中華人民共和国に主権が移譲（返還）され、最後の総督となったパッテンは香港を去った。
パッテン時代に直接選挙を実施した立法局は、北京が成立させた臨時立法会を経て立法会に取って代わられ、中華人民共和国政府と深い関係にある富豪の董建華が初代香港特別行政区行政長官となった。これまで香港に君臨してきたユニオンジャックとエリザベス2世の肖像は姿を消し、五星紅旗が香港に翻った。香港は事実上イギリス最後の植民地だったため、その返還はイギリスをはじめとする欧米の報道では史上最大の帝国だった大英帝国の終焉であるとされた。